# Sistema Bibliotecari Valencià
El Sistema Bibliotecari Valencià és el sistema de biblioteques públiques del País Valencià. Des de la Llei 4/2011 s'anomena Xarxa de Lectura Pública Valenciana (XLPV).
Té un catàleg col·lectiu i la Conselleria de Cultura manté un directori de totes les biblioteques i altres unitats de servei bibliotecari anomenat XABIB (Xarxa de Biblioteques).

## Història
A causa del fet que l'Estat Espanyol va transferir les competències en matèria de cultura al País Valencià el 1983 el sistema bibliotecari valencià començà a desenvolupar-se. Al principi estava format per 100 biblioteques, que abans de la transferència eren gestionades econòmicament entre els Centres Provincials Coordinadors de Biblioteques (de les Diputacions Provincials) i el Centre Nacional de Lectura (dependent del Ministeri de Cultura). Després, depén de la Conselleria de Cultura, Educació i Ciència mitjançant una administració inferior anomenada durant el seu inici Servei del Llibre, Arxius i Biblioteques. Aquest Servei gestionava la política bibliotecària aprovada pel Consell de Biblioteques.
Després d'establir les estructures bàsiques que formarien el Sistema Bibliotecari Valencià, es creà la llei que el regularia i desenvoluparia. La Llei 10/1986 regulava el Sistema Bibliotecari valencià, establint que aquest està integrat per:
- El Consell de Biblioteques (creat pel Decret 165/1983)[9]
- Els Centres Bibliotecaris:
  - La Biblioteca Valenciana (creada pel Decret 5/1985)[9]
  - Les biblioteques públiques municipals
  - Les biblioteques escolars
  - Les biblioteques especialitzades[11]

Aquesta llei, a més, té un element destacable que era l'establiment de l'obligatorietat de tindre una secció local.
Les biblioteques públiques municipals i les agències de lectura es creen passant per dos passos: primer han de rebre el vistiplau del Consell de Biblioteques i després cal l'acord entre l'ajuntament i la Conselleria de Cultura. Per al personal cada any es fan cursos de reciclatge i tenen accés a beques per a estar entre un i tres mesos a l'estranger.
El 1991 hi havia una biblioteca per cada poble de més de 5.000 habitants i per cada localitat de menys de 5.000 habitants, una agència de lectura.
L'ordre del 29 de juny 1994 establí els criteris per a la creació de biblioteques públiques i agències de lectura.
El 1998 s'aprovà la Llei 4/1998 de Patrimoni Cultural Valencià, la qual creà el servei d'inspecció de biblioteques i arxius.
Del 1999 al 2003 el creixement del nombre de lectors i préstecs van ser estable. El 2003 constà que el País Valencià era la segona Comunitat Autònoma amb més biblioteques públiques. El 98,3% dels valencians vivien en municipis amb algun servei bibliotecari, de manera que 170 municipis no en tenien cap, els quals, a més, estaven situats a les comarques de l'interior.
El 2000 es creà la figura de l'inspector de biblioteques al País Valencià. Es creà el directori/base de dades de biblioteques XABIB eixe any.
El 1999 es plantejà la creació d'un mapa de lectura pública per a planificar les decisions des de la Direcció General del Llibre, Arxius i Biblioteques (creat el mateix any).
El 2001 s'aprovà el Reglament Orgànic i Funcional de la Conselleria de Cultura. Aquest reglament afectava al Servei d'Arxius i Biblioteques. El reglament implicà l'obligació de crear el mapa de la lectura pública per a avaluar la situació del sistema bibliotecari valencià i gestionar-lo més efectivament.
El 2003 la Xarxa Electrònica de Lectura Pública té una gran presència al sistema bibliotecari valencià. 64 biblioteques no complien les hores de servei mínimes. També es constatà la posada en marxa d'activitat d'animació lectora, formació d'usuaris i màrqueting que demostren interès per potenciar l'ús dels recursos bibliotecaris. La quantitat de documents per habitant era de mitja d'1,2, menys del mínim que exigeixen les directrius.
La Llei 4/2011 derogà l'anterior establint com a novetat el canvi de nom del sistema bibliotecari a Xarxa de Lectura Pública Valenciana, la creació del subsistema Xarxa Electrònica de Lectura Pública Valenciana i la creació de la Xarxa de Biblioteques Especialitzades i Centres de Documentació de la Comunitat Valenciana. El 25 de maig de 2011, per una resolució, van integrar les Biblioteques dels Centres de Formació, Innovació i Recursos Educatius (CEFIRE) a la Xarxa de Biblioteques Especialitzades i Centres de Documentació de la Comunitat Valenciana (BEGV).
El 2012 el nombre de biblioteques integrants del sistema bibliotecari valencià era de 170.
El 2015 s'afegí al projecte espanyol EBiblio, el qual resultà poc conegut en el primer any i els que l'utilitzaven estaven satisfets mentre que dels que no ho sabien fins a haver tingut notícia per l'enquesta d'un estudi un 85,99% dels enquestats voldrien saber més sobre el servei d'EBiblio. Un 3,38% dels enquestats (207) no volien que la plataforma d'EBiblio obres en valencià.
Un estudi d'usuaris reals fet el 2015 amb enquestes respostes per 207 persones trobà que els usuaris eren principalment estudiants d'entre 14 i 25 anys, la majoria eren lectors no digitals, la majoria dels lectors digitals no eren estudiants, les dones i la gent jove tenien més interès pel servei d'EBiblio i la gent major estava interessada en aprendre a realitzar la lectura digital.
A més, eixe mateix any el nombre biblioteques augmentà a 371. De 79 d'aquestes biblioteques, 32 tenien un compte d'un servei de xarxes socials.

## Estructura
L'estructura està formada per la conselleria competent en matèria de biblioteques més el Sistema Bibliotecari Valencià, el qual està integrat per:
- La Biblioteca Valenciana Nicolau Primitiu.
- Les biblioteques públiques provincials del País Valencià, sense perjuí del que disposa la normativa estatal que les afecte.
- Les biblioteques públiques municipals, les agències de lectura pública municipals i els servicis bibliotecaris mòbils municipals del País Valencià.
- Les biblioteques dels centres públics d'ensenyança universitària del País Valencià.
- Les biblioteques dels centres públics d'ensenyança no universitària del País Valencià.
- Les biblioteques especialitzades dependents de les entitats i institucions públiques del País Valencià.
- Els centres de documentació dependents de les entitats i institucions públiques del País Valencià.
- El Consell Assessor de Biblioteques del País Valencià.
- Les biblioteques privades declarades d'interès públic mitjançant resolució de la conselleria competent en matèria de biblioteques.